# Gasthuiskapel (Den Oever)

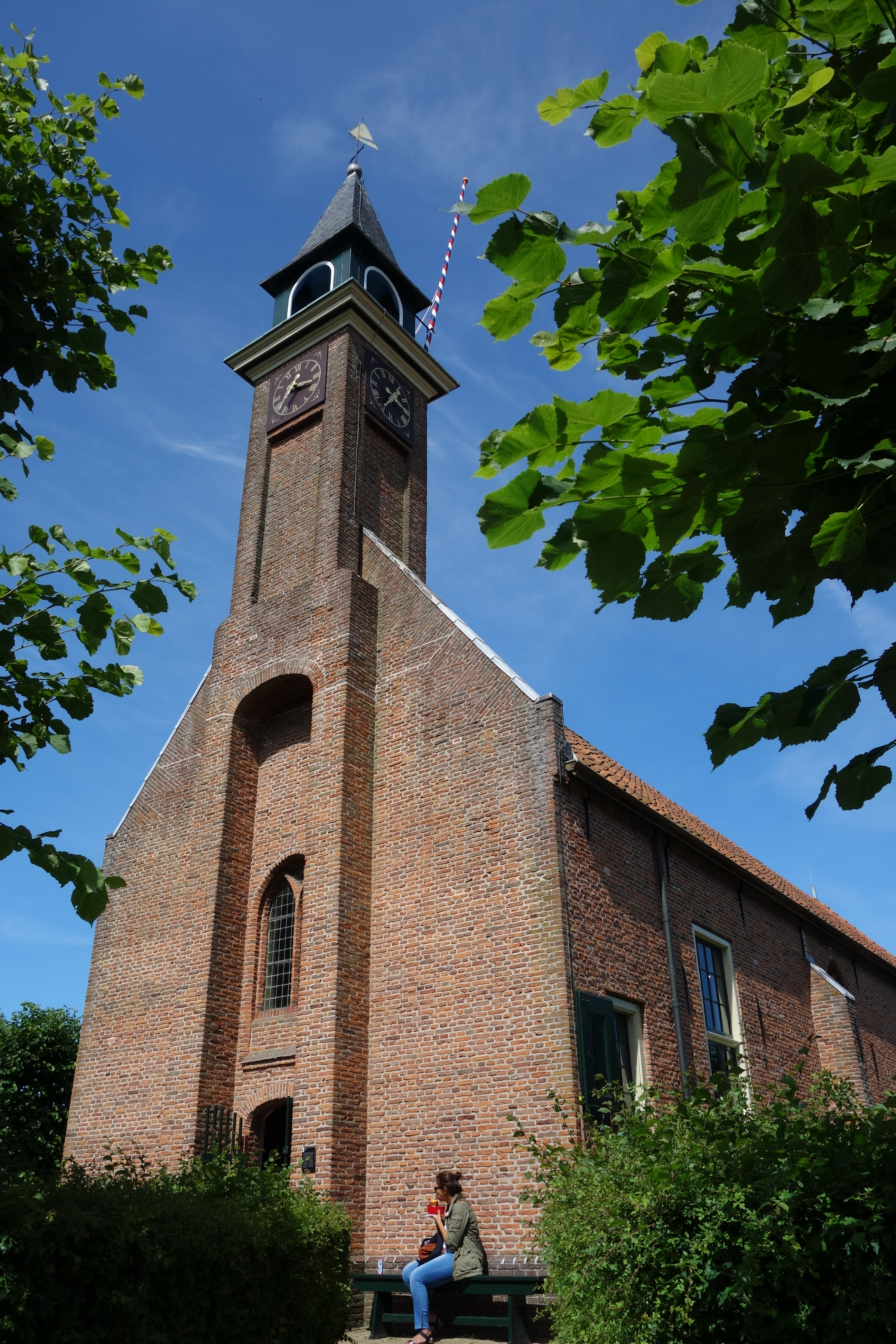
De herbouwde Gasthuiskapel in het Zuiderzeemuseum

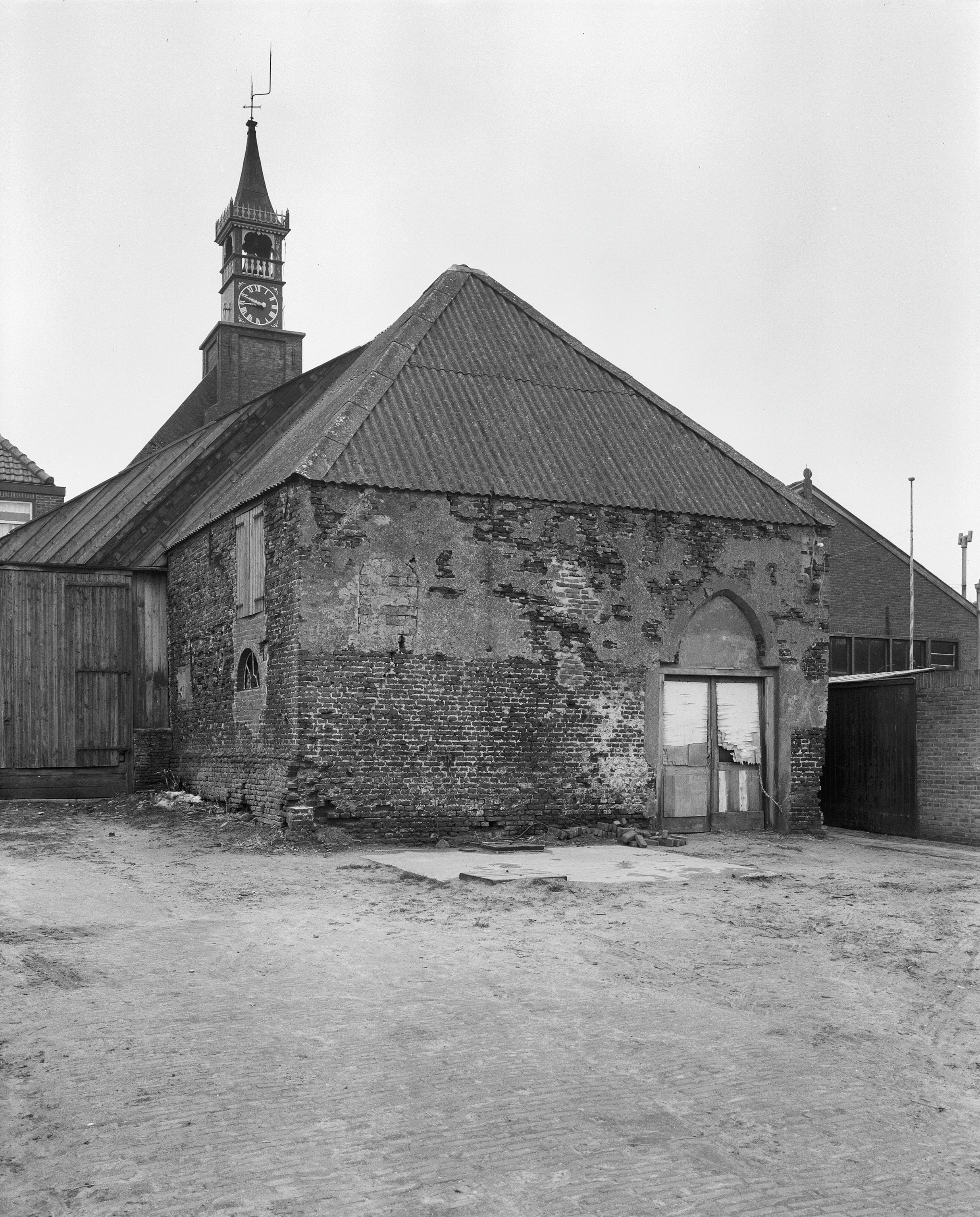
Het vervallen gasthuiscomplex in Den Oever in 1962

De Gasthuiskapel is een voormalige kapel uit Den Oever, die is overgeplaatst naar het Zuiderzeemuseum te Enkhuizen.

## Geschiedenis
In Den Oever op het later (in de jaren twintig van de 20e eeuw) met het vasteland en de Wieringermeerpolder verbonden eiland Wieringen stonden lange tijd een gasthuis en kapel tegen elkaar geleund. Het gasthuis werd door monumentenzorg tot de oudste liefdadigheidsinstellingen van Noord-Holland gerekend en stamde uit de 14e eeuw. In de 16e eeuw kreeg het gasthuis gezelschap van een kapel, verbonden aan de naam van de heilige Elisabeth. Het geheel, aanvankelijk los van elkaar gebouwd, werd na een verbindende verbouwing een langerekt complex. Het stond midden in het dorp.
De kapel was een zaalkerkje, gebouwd in een stevige baksteen, voorzien van een koor en zonder steunberen, met eenvoudige spitsboogvensters. De kapel droeg tal van sporen van restauraties en aanpassingen. Op de smalle, vierkante kerktoren, met torenuurwerk, stond een dakruiter. Gravures uit de 17e eeuw laten een hoger houten torentje zien waarbij het klokkenluiders touw buiten langs de gevel liep. In het gebouw bevond zich een gesmeede voorzangerslessenaar met messing kaarsen kandelaar op een eiken houten doophek met tekst.
Er hing in de kapel een schip, een bewapende driemaster koopvaarder zonder zeilen, genaamd Anna, uit circa 1800. Het scheepsmodel herinnerde aan een op Wieringen gestrand schip met suiker. De lading werd opgeslagen in de kapel, die voor de Wieringers regelmatig de ruimte bood aan strandvondsten en juttersgoed. De kapelvoogden ontvingen dan een percentage van de opbrengsten. In 1846 werd melding gemaakt van kettingpompen voor het bergen van schepen, die in de kapel werden opgeslagen. Vanuit de kapel werden reddingswerkzaamheden voor gestrande Oeverse schepen georganiseerd. De consistorie van de kapel heeft dienstgedaan als school. Het gasthuis werd na de Tweede Wereldoorlog, in vervallen toestand, gebruikt als stal.

## Verhuizing (situatie in het buitenmuseum)
In de jaren zestig van de 20e eeuw werd het complex afgebroken. Het vervallen gasthuis was niet meer te redden voor overplaatsing en paste ook niet in de museum situatie. De Gasthuiskapel die er naast stond werd steen voor steen ontmanteld en in 1967 in het buitenmuseum van het Zuiderzeemuseum als een van de eerste gebouwen herbouwd. Dit gebeurde nog steen voor steen veelal met nieuw materiaal. Voor een deel werd er aan de hand van bouwsporen gereconstrueerd. Zo was de halfronde oostelijke sluiting in Den Oever niet meer aanwezig maar nog wel in de fundamenten. De as van de kapel ligt in het museum weer op de heilige oost-westlijn. In het museum staat het gebouw in de situatie zoals die in Oosterend op Texel is terug te vinden met haag en leilindes rond de kapel. Enkele grafstenen zijn afkomstig van de Wadden eilanden. Ook in de herbouwde kapel hangt weer hetzelfde scheepje en is de eikenhouten preekstoel, en het doophek met de gesmede doopboog na restauratie herplaatst. Er kwam een open kap constructie die herinnert aan de scheepsbouw. Het plafond kwam te vervallen. Op de gesmede Doopboog staat een ridderfiguurtje wat gekopieerd werd door Lucas de Roeper van de technische dienst in het museum naar het oorspronkelijke beeldje waar afbeeldingen van bestaan. Ook het anti pruimtabak bordje is door de technische dienst van het museum gekopieerd door de heer Landman. Het origineel werd ooit gestolen. Enkele banken komen uit Den Oever en zijn herplaatst. De liederen die op het bordje op de kansel stonden zijn Psalm 67 en gezang 18 (Komt allen tezamen) (Ned herv bundel 1938) Dat waren de laatst gezongen liederen in Den Oever tijdens een Kerstviering. Onderaan de kansel hangt het messing doopvont wat ook uit Den Oever meekwam. De stoelen met namen er op komen uit de Hervormde kerk van Nijkerk. Op de kraak staat de tekst "Die door God's geest in Christus geloven, is plaats bereid hier en hierboven" het is het balkon achter in de kerkzaal waarop een kabinet orgel afkomstig van de Enkhuizer begraafplaats. Het orgel uit Den Oever werd al eerder verkocht naar Julianadorp waar het nu ook niet meer aanwezig is. Het nu aanwezige orgel in de secretaire kast werd in 1853 gemaakt door Hermanus Knipscheer in Amsterdam. Het klavier kan ingeklapt worden en heeft een steker mechaniek. De vloer in de kapel van blauwe leisteen is voor een groot deel afkomstig uit de voormalige Ned. Hervormde kerk van Lutjebroek; het huidige 'Bessie". De kapel had in den Oever sporen van fresco's op de muren die helaas bij de herbouw verloren zijn gegaan. Het bord met predikanten komt uit de kerk van Oost Knollendam. De Messing kroonluchters zijn door het museum aangekocht bij een antiquair in de Amsterdamse Spiegelstraat. In het voor gedeelte onder de toren staan enkele stenen sarcofagen die eveneens van Wieringen afkomstig zijn. In Den Oever had de kapel een ander torentje uit de 19e eeuw van ijzer. De houten toren die er nu is werd ontworpen door architect Cornelis de Jong die bij de herbouw van de kapel betrokken was. De luidklok die nog aanwezig is komt ook uit Den Oever en werd gegoten door Willem van Wou (van Utrecht) in 1503. De klok heeft als opschrift: " JHESUS MARIA JOHANNES WILHELMUS DE WOU ME FECIT ANNO DOMINI M CCCCC III " (inventarisatie 1942/43 toen nog in Den Oever) Deze klok wordt bij openstelling van het museum dagelijks handmatig geluid om 12 uur en bij het sluiten van het museum om 17 uur. Er is geen slagwerk met torenuurwerk maar 4 aparte Eijsbouts wijzeraandrijvingen.  Er zijn geen diensten in de kapel maar deze wordt wel gebruikt als trouw locatie. En door de uitstekende akoestiek in de kerkzaal zijn er ook regelmatig concerten.